# Jacques Antoine Creuzé-Latouche
Pour les articles homonymes, voir Latouche.
Pour les autres membres de la famille, voir Famille Creuzé.
Jacques Antoine Creuzé de La Touche, dit Creuzé-Latouche, né à Châtellerault, le 18 septembre 1749, mort à Vaux, le 23 octobre 1800, est un économiste et homme politique français de premier ordre.
Député de la Vienne à la Convention, il refuse de voter la mort du Roi. Il prend une part active à la réaction après le 9 thermidor. Président du Conseil des Anciens et du Conseil des Cinq-Cents, il est membre créateur de l'Institut de France dès la création.

## Biographie
Il est fils de Jacques Creuzé, seigneur de La Touche, conseiller du roi et capitaine-concierge du château de Châtellerault, et de Marie-Thérèse de Fremond de La Merveillère.
Après avoir fait son droit à Poitiers, il se fait inscrire avocat à Paris, puis voyage en Suisse, et revient acheter à Châtellerault la charge de lieutenant général de la sénéchaussée.
Élu par cette sénéchaussée, le 31 mars 1789, député du tiers aux états généraux, il paraît souvent à la tribune, et s'active aux comités des monnaies et de l'aliénation des biens nationaux dont il est membre.
Le 12 avril 1791, il est désigné à l'unanimité membre du tribunal de cassation par son département, qui l'élit, le 5 septembre 1792, député de la Convention nationale.
Il prend place parmi les modérés, et, durant le procès de Louis XVI, est le premier à proposer et voter pour l'appel au peuple, pour le sursis, et « pour la réclusion jusqu'à la paix et le bannissement ensuite ». Il se tient en dehors des luttes des partis, et, après le 31 mai, recueille chez lui la fille de Jean-Marie et de Manon Roland . À la tribune, il combat la taxe sur les grains et la loi du maximum, est élu, après le 9 thermidor, au Comité de salut public, et est l'un des onze membres nommés (4 floréal an III) pour réviser la Constitution de 1793. Le 21 vendémiaire an IV, il entre, comme ex-conventionnel, au Conseil des Anciens, s'oppose au droit de successibilité revendiqué pour l'État dans les biens des parents d'émigrés et blâme la déportation des prêtres réfractaires. Du 21 mars au 20 avril 1796, il est élu président de cette assemblée.
Lors de la création de l'Institut, il joue un rôle essentiel dans la mise en place de la classe des sciences morales et politiques en novembre 1795, (29 brumaire an IV).
Le département de la Vienne l'envoie, le 25 germinal an VI (avril 1796), au Conseil des Cinq-Cents, qu'il préside du 20 mai au 18 juin 1798. Durant les débats, il s'oppose à la liberté de la presse et plaide pour rétablir l'impôt sur le sel.
Favorable au coup d'État du 18 brumaire, il fit partie, le 19 brumaire, de la Commission intermédiaire du Conseil des Cinq-Cents, et est le premier nommé des membres du Sénat conservateur dès le 3 nivôse an VIII (décembre 1799).
Il meurt moins d'un an après, le 23 octobre 1800.

### Vie familiale
Marié le 17 octobre 1780 avec sa cousine Jeanne Creuzé, à Antran dans la Vienne, ils ont deux filles, Laure et Thérèse, femme de lettres, qui se marient toutes deux sans avoir d'enfants.
Le 10 novembre 1793, il recueille la petite orpheline Eudora Roland, fille de Madame Roland, guillotinée le 8 novembre, et de son mari Jean Marie Roland, vicomte de la Platière, suicidé de désespoir le 10.

## Publications
- Haute Cour nationale (1792)
- Les grandes journées de Juin et de Juillet 1789 [Texte imprimé] / Creuzé-Latouche ; publié par Jean Marchand... / Blois : J. de Grandpré , 1935
- Corps législatif, Conseil des Anciens : rapport fait par J.-A. Creuzé-Latouche, au nom d'une commission chargée d'examiner la résolution relative aux ci-devant nobles : séance du 26 brumaire an VI / Jacques-Antoine Creuzé-Latouche / Paris : Impr. nationale , an VI
- Journal des États généraux et du début de l'Assemblée nationale, 18 mai - 29 juillet 1789 / Jacques-Antoine Creuzé-Latouche,... ; publié par Jean Marchand pour la Société de l'histoire de France / Paris : Librairie Henri Didier, librairie de la société de l'histoire de France , 1946
- Rapport fait au Conseil des Cinq-Cents, sur le traité d'alliance entre la République franç. & la Républ. helvétique [Texte imprimé] / Creuzé-Latouche / [Paris] : sn , [13 fruct. an 6] [1790]
- Convention nationale. Rapport des députés de la Convention nationale réunis, pour présenter leurs idées en faveur de la liberté entière du commerce des grains, par J. A. Creuzé-Latouche, député de la Vienne à la Convention nationale ; Imprimé par ordre de la Convention nationale et envoyé aux 84 départemens / [Paris] : (de l'Imprimerie nationale) , [1792]
- Lettre de Jacque-Antoine Creuzé-Latouche à l'assemblée nationale, aux municipalités, et aux habitans des campagnes du département de la Vienne [en faveur de la constitution civile du clergé français] / Jacque-Antoine Creuzé-Latouche / Troisième édition, corrigée et augmentée par l'auteur / Paris : sn , III [1794/1795]
- De l'Intolérance philosophique, et de l'intolérance religieuse, discours lu à la classe des sciences morales et politiques de l'Institut national, par J.-A. Creuzé-Latouche, ... Séance du 27 messidor an V / Paris : Lemaire , an V
- Opinion de J.A. Creuzé-Latouche, Député de la Vienne ; contre la proposition d'hypothéquer les assignats sur les biens des particuliers. Séance du 17 Ventôse ; Imprimée par ordre de la Convention nationale / [Paris], : de l'imprimerie nationale. Ventôse, l'an III , [1795]
- Convention Nationale. Réflexions sur l'article du projet de constitution, qui astreint pour l'avenir les jeunes citoyens à savoir lire, écrire & exercer une profession mécanique. Par Creuzé-Latouche, député à la Convention nationale
- Discours sur la nécessité d'ajouter à l'Ecole normale un professeur d'économie politique ; par J. A. Creuzé-Latouche, Député du département de la Vienne ; Imprimé par ordre de la Convention nationale et distribué aux élèves de l'Ecole normale / [Paris], : de l'imprimerie nationale. Pluviôse, l'an I-II , [1794-1795]
- Opinion de M. J.-A. Creuzé-Latouche,... au sujet du Jardin des plantes et des Académies. (20 août 1790.) Texte imprimé / Paris Impr. nationale 1790
- Creuzé-Latouche, membre du Conseil des Cinq-Cents, au sujet de Mignien fils, dit Planier Texte imprimé / (Paris,) impr. de Baudouin (s. d.)
- Corps Législatif. Conseil des Cinq-Cents. Opinion de Creuzé-Latouche... concernant les fêtes décadaires et la célébration des mariages... Texte imprimé / Paris Impr. nationale an VI
- Lettre de Jacques-Antoine Creuzé-Latouche,... aux municipalités et aux habitants des campagnes du département de la Vienne Texte imprimé / (Paris,) impr. du Cercle social (s. d.)
- Opinion de J.-A. Creuzé-Latouche,... sur la résolution du 17 floréal concernant les prêtres réfractaires Texte imprimé / Paris Impr. nationale fructidor an IV
- Lettre de M. Creuzé de Latouche,... à Mme***, ci-devant religieuse, sortie de la communauté de *** en vertu des décrets de l'Assemblée nationale Texte imprimé / (Paris,) impr. de Cussac (s. d.)
- Corps législatif. Conseil des Anciens. Rapport fait par Creuzé-Latouche... (Tenue des assemblées primaires, communales et électorales.) Séance du 22 pluviôse an V Texte imprimé / Paris Impr. nationale an V
- Rapport des députés de la Convention nationale réunis, pour présenter leurs idées en faveur de la liberté entière du commerce des grains Texte imprimé / par J.-A. Creuzé-Latouche,... [8 décembre 1792] / [Paris] de l'Impr. nationale [1792 ?]
- Opinion de J.-A. Creuzé-Latouche,... sur la résolution du 17 floréal, concernant les prêtres réfractaires Texte imprimé / Paris Impr. nationale fructidor an IV
- Corps législatif. Conseil des Anciens. Changements et additions faits à l'instruction sur les assemblées primaires, communales et électorales, par Creuzé-Latouche Texte imprimé / (Paris,) Impr. nationale an V
- Corps législatif. Conseil des Anciens. Opinion de J.-A. Creuzé-Latouche, sur la résolution du 30 floréal, relative à la disposition des livres conservés dans divers dépôts. Séance du 25 fructidor an V Texte imprimé / Paris Impr. nationale vendémiaire an VI
- Convention nationale. Discours et projet de décret de J.-A. Creuzé-Latouche,... sur les subsistances, proposés dans la séance de la * Convention nationale du 28 avril 1793... Texte imprimé / Paris Impr. nationale (s. d.)
- Description topographique du district de Châtelleraud département de la Vienne..... Texte imprimé / par M. Creuzé-Latouche,... / Châtellerault Impr. de P.-J.-B. Guimbert 1790
- La maison des champs de Creuzé-Latouche... Texte imprimé / Maurice Prouteaux / Poitiers Société française d'imprimerie et de librairie 1940 Poitiers Impr. de la Société française d'imprimerie et de librairie
- Lettre de Jacques-Antoine Creuzé-Latouche,... aux municipalités et aux habitants des campagnes du département de la Vienne Texte imprimé / (Paris,) impr. du Cercle social An III de la liberté, 1791. 3e éd.
- Les Grandes journées de Juin et de Juillet 1789, publié par Jean Marchand... Texte imprimé / Creuzé-Latouche,... / Blois, J. de Grandpré 1935. In-8°, 23 p.
- De l'union de la vertu et de la science dans un jurisconsulte ; discours prononcé en la conférence des avocats au parlement, en leur bibliothèque à la rentrée après la Saint Martin de 1782 par M. C. D. L., avocat au Parlement Texte imprimé / Bouillon et Paris Knapen et fils 1783
- Corps législatif. Conseil des Anciens. Rapport fait par Creuzé-Latouche, sur la proposition faite au Conseil de ne point tenir de séances les décadis. Séance du 13 vendémiaire an VI Texte imprimé / Paris Impr. nationale vendémiaire an VI
- Notices bibliographiques liées dans le catalogue BnF 30286713 : Convention nationale. Discours sur la nécessité d'ajouter à l'École normale un professeur d'économie politique par J.-A. Creuzé-Latouche,... (12 pluviôse an III.) Texte imprimé / (Paris,) Impr. nationale an III
- Corps législatif. Conseil des Anciens. Opinion de Creuzé-Latouche sur la résolution relative aux électeurs. Séance du 30 ventôse an V Texte imprimé / (Paris,) Impr. nationale an V
- Convention nationale. Discours et projet de décret de J.-A. Creuzé-Latouche,... sur les subsistances, proposés dans la séance... du 28 avril 1793... Texte imprimé / Paris Impr. nationale (s. d.,)
- Convention nationale. Réflexions sur l'article du projet de Constitution qui astreint pour l'avenir les jeunes citoyens à savoir lire, écrire et exercer une profession mécanique, par Creuzé-Latouche,... Texte imprimé / (Paris,) Impr. nationale messidor an III
- Réflexions de Creuzé-Latouche... sur les finances en général, et particulièrement sur la subvention extraordinaire établie par les lois des 10 messidor, 19 thermidor et 6 fructidor, sous le nom d'emprunt forcé. 11 brumaire an VIII Texte imprimé / Paris impr. de Baudouin an VIII
- De l'Intolérance philosophique, et de l'intolérance religieuse, discours lu à la classe des sciences morales et politiques de l'Institut national, par J.-A. Creuzé-Latouche,... Séance du 27 messidor an V Texte imprimé / Paris Lemaire an V
- Convention nationale. Opinion de J.-A. Creuzé-Latouche,... contre la proposition d'hypothéquer les assignats sur les biens des particuliers. Séance du 17 ventôse... Texte imprimé / (Paris,) Impr. nationale an III
- Corps législatif. Conseil des Anciens. Opinion de J.-A. Creuzé-Latouche sur la résolution du 30 floréal relative à la disposition des livres conservés dans divers dépôts. Séance du 25 fructidor an V Texte imprimé / Paris Impr. nationale an VI
- Corps législatif. Conseil des Cinq-Cents. Motion faite au Conseil des Cinq-Cents par J.-A. Creuzé-Latouche sur le plan de recettes et de dépenses proposé par une commission spéciale pour l'an VIII. Séance du 6 fructidor an VII Texte imprimé / Paris Imp. nationale an VII
- Sur les subsistances Microforme / par J. A. Creuzé-Latouche,... / [S.l.] Micro Graphix cop. 1992
- Réflexions de Creuzé-Latouche,... sur les finances en général et particulièrement sur la subvention extraordinaire établie par les lois des 10 messidor, 19 thermidor et 6 fructidor, sous le nom d'emprunt forcé. 11 brumaire an VIII Texte imprimé / Paris Impr. de Baudouin brumaire an VIII
- Corps législatif. Conseil des Anciens. Opinion de Creuzé-Latouche sur la résolution du 22 nivôse sur les inscriptions civiques et la contribution personnelle. Séance du 28 pluviôse an VI Texte imprimé / Paris Impr. nationale an VI
- Lettre de Jacques-Antoine Creuzé-Latouche, député de Châtelleraut à l'Assemblée nationale, aux municipalités, et aux habitans des campagnes du département de la Vienne Microforme / [S.l.] Micro Graphix cop. 1992
- Lettre de M. Creuzé-Latouche, membre de l'Assemblée nationale, à Madame ***, ci-devant religieuse, sortie de la communauté de ***, en vertu des décrets de l'Assemblée nationale Microforme / [S.l.] Pergamon press cop. 1989
- Convention nationale. Avis motivé de J. A. Creuzé Latouche, député du département de la Vienne a la Convention nationale, sur la peine à infliger à Louis Capet ; imprimé par ordre de la Convention nationale. Texte imprimé /
- Corps législatif. Conseil des Anciens. Opinion de Creuzé-Latouche sur la résolution relative au droit de passe ou au droit pour l'entretien des routes, prononcée dans la séance du 5 ventôse an V Texte imprimé / Paris Impr. nationale an V
- Rapport fait au Conseil des Anciens, au nom de la commission chargée d'examiner la résolution relative à l'établissement d'une bibliothèque pour le Corps législatif, par J.-A. Creuzé-Latouche. Séance du 14 ventôse l'an IVe Texte imprimé : Corps législatif.
- Conseil des Anciens. Opinion prononcée par P.-C.-L. Baudin,... dans la séance du 14 ventôse, sur l'établissement de la bibliothèque du Corps législatif et sa réunion aux archives / Paris Impr. nationale (s. d.)
- Corps législatif. Conseil des Anciens. Opinion de Creuzé-Latouche sur la résolution relative à la contrainte par corps, prononcée dans la séance du 21 ventôse an V Texte imprimé / Paris Impr. nationale an V
- Corps législatif. Conseil des Cinq-Cents. Rapport... (Traité d'alliance entre la République française et la République helvétique), par Creuzé-Latouche. Séance du 13 fructidor an VI Texte imprimé / Paris Impr. nationale an VI
- Description topographique du district de Chatelleraud, département de la Vienne, avec l'exposition de la nature de son sol, de ses diverses productions, de l'état actuel de son commerce & de son agriculture, des observations sur le caractère & les mœurs de ses habitans, & une carte du pays Microforme / par M. Creuzé-Latouche,... / [S.l.] Maxwell cop. 1992
- Corps législatif. Rapport fait au Conseil des Anciens, dans la séance du 3 pluviôse an IV, au nom de la commission établie pour examiner la résolution du Conseil des Cinq-Cents sur la loi du 9 floréal, par J.-A. Creuzé-Latouche Texte imprimé / Paris Impr. nationale an IV
- Corps législatif. Conseil des Anciens. Rapport fait par J.-A. Creuzé-Latouche, au nom d'une commission chargée d'examiner la résolution relative aux ci-devant nobles. Séance du 26 brumaire an VI Texte imprimé / Paris Impr. nationale an VI
- Les Grandes journées de juin et de juillet 1789] Texte imprimé / de Creuzé-Latouche / Blois Grandpré 1935
- Corps législatif. Conseil des Cinq-Cents. Opinion de Creuzé-Latouche sur la proposition d'établir un droit sur le sel près des salines. Séance du 14 pluviôse an VII Texte imprimé / Paris Impr. nationale an VII
- Corps législatif. Conseil des Anciens. Rapport fait par Creuzé-Latouche sur la proposition faite au Conseil de ne point tenir de séances les décadis. Séance du 13 vendémiaire an VI Texte imprimé / Paris Impr. nationale an VI
- Corps législatif. Conseil des Anciens. Discours de J.-A. Creuzé-Latouche sur la résolution relative aux émigrés des départements du Rhin. Séance du 9 fructidor an V Texte imprimé / Paris Impr. nationale an V
- Corps législatif. Conseil des Cinq-Cents. Opinion de Creuzé-Latouche sur le projet relatif aux moyens de réprimer la licence des écrits. Séance du 23 prairial an VII Texte imprimé / Paris Impr. nationale an VII
- Corps législatif. Conseil des Anciens. Rapport fait par J.-A. Creuzé-Latouche, au nom d'une commission chargée d'examiner la résolution concernant les pères et mères des émigrés. Séance du 18 nivôse an VI Texte imprimé / Paris Impr. nationale an VI
- Opinion de Creuzé-Latouche, sur la proposition d'établir un droit sur le sel près des salines Microforme / [du] Conseil des Cinq-Cents / [S.l.] Maxwell cop. 1992
- Opinion de Creuzé-Latouche, sur la résolution du 17 floréal, concernant les prêtres réfractaires Microforme / [du] Conseil des Cinq Cents / [S.l.] Pergamon press cop. 1989
- Rapport fait au nom du Comité d'agriculture et des arts, sur la loi du 14 frimaire de l'an II, relative au desséchemens des étangs Microforme ; impr. par ordre de la Convention nationale / par J. A. Creuzé Latouche,... / [S.l.] Micro Graphix cop. 1993
- Opinion de Creuzé-Latouche, sur le second projet de la commission concernant les fêtes décadaires & la célébration des mariages Microforme / Conseil des Cinq-cents / [S.l.] Maxwell cop. 1992
- Réflexions de Creuzé-Latouche, membre du Conseil des Cinq-cents, sur les finances en général, et particulièrement sur la subvention extraordinaire établie par les lois des 10 messidor, 19 thermidor et 6 fructidor, sous le nom d'emprunt forcé Microforme / [éd. par le Conseil des Cinq-cents] / [S.l.] Micro Graphix cop. 1993
- Journal des Etats-généraux et du début de l'Assemblée nationale, 18 mai-29 juillet 1789 Microforme ; publ. par Jean Marchand, pour la société de l'histoire de France / Jacques-Antoine Creuzé-Latouche,... / [S.l.] Pergamon press cop. 1989
- Convention nationale. Rapport... (Dessèchement des étangs), par J.-A. Creuzé-Latouche... Texte imprimé / (Paris,) Impr. nationale prairial an III
- Convention nationale. Rapport... (Liberté entière du commerce des grains), par J.-A. Creuzé-Latouche,... (8 décembre 1792.) Texte imprimé / (Paris,) Impr. nationale (s. d.)
- Corps législatif. Conseil des Anciens. Rapport fait par le C. Creuzé-Latouche... (Théâtres.) Séance du 28 floréal an VI Texte imprimé / Paris Impr. nationale an VI
- Les Grandes journées de Juin et de juillet 1789, publié par Jean Marchand... Texte imprimé / Creuzé-Latouche,... / Blois J. de Grandpré 1935
- Sur les subsistances, par J.-A. Creuzé-Latouche,... Texte imprimé / Paris chez les directeurs de l'imprimerie du "Cercle social" 1793
- Corps législatif. Conseil des Cinq-Cents. Opinion de Creuzé-Latouche sur le second projet de la commission concernant les fêtes décadaires et la célébration des mariages. Séance du 1er thermidor an VI Texte imprimé / Paris Impr. nationale an VI
- Opinion de M. J. A. Creuzé-Latouche, Membre de l'Assemblée nationale, Au sujet du Jardin des Plantes et des Académies Texte imprimé / 1790
- Haute cour nationale Texte imprimé / [Paris] Impr. nationale [1792]
- Journal des États-Généraux et du début de l'Assemblée nationale (1946)

## Sources
- « Jacques Antoine Creuzé-Latouche », dans Adolphe Robert et Gaston Cougny, Dictionnaire des parlementaires français, Edgar Bourloton, 1889-1891 [détail de l’édition]